# Reimar Hans von Bülow
Reimar Hans von Bülow (døbt 22. juni 1656 i Dorfkirche Proseken, Mecklenburg-Schwerin, død 20. december 1712 ved Gadebusch) var en dansk officer, der steg til generalmajor.
Han blev født i Mecklenburg og var en søn af Engelke von Bülow og Dorothea von Negendanck. Efter faderen arvede han godset Wischendorf. Allerede 1683 blev han kaptajn og kompagnichef ved det dragonregiment, som Valdemar Løvendal oprettede samme år, og gjorde tjeneste ved dette i Norge og Holsten, til han 1694 blev major i Garden til Fods. I året 1700 blev han generaladjudant hos hertug Ferdinand af Württemberg, der havde kommandoen i Holsten under stridighederne med Holsten-Gottorp. Året efter blev han oberstløjtnant ved sit gamle regiment, der nu kaldtes Livregiment Dragoner, men fulgte senere det dragonregiment, der med de danske hjælpetropper gik til Italien og Ungarn i kejserlig tjeneste. 1708 vendte han imidlertid hjem som oberst og chef for dette, det såkaldte ungarske, rytterregiment og udmærkede sig i høj grad i spidsen for det i det ulykkelige slag ved Helsingborg 10. marts 1710. Han blev samme år brigader, kort efter at han atter var blevet chef for Livregiment Dragoner. Han deltog senere i krigen i Mecklenburg og Pommern og kæmpede med stor tapperhed ved Gadebusch 20. december 1712, hvor han faldt dødelig såret. Han blev begravet i Gadebusch Kirke.
Han var gift med Sophie Elisabeth von Bibow, datter af Hardenack von Bibow og Elisabeth Anna von Wintersheim og far til Ludwig Wilhelm von Bülow, Carl Gustav von Bülow og Engelke von Bülow.